# Rory Hutchinson
Pour les articles homonymes, voir Hutchinson.

a Compétitions nationales et continentales officielles uniquement.

b Matchs officiels uniquement.
Dernière mise à jour le 20 juillet 2025.
Rory Hutchinson, né le 29 janvier 1996 à Cambridge (Angleterre), est un joueur international écossais de rugby à XV jouant au poste de centre aux Northampton Saints en Championnat d'Angleterre de rugby à XV.

## Biographie

### Carrière en club
Il commence sa carrière de rugbyman au club de Shelford RFC (en), avant de signer avec les Northampton Saints en 2014, pour faire ses débuts avec ce club en 2015. Après deux saisons, où il se concentre sur ses études à la Felsted School (en) et joue successivement en prêt avec le Birmingham Moseley RFC, le Coventry RFC et les Rotherham Titans, il connaît sa première saison pleine avec Northampton en 2016-2017, faisant ses débuts en Premiership contre Exeter, contre qu'il marque le meilleur essai de la saison du club. Il gagne deux fois le Premiership Rugby Shield (en) en 2017 et 2018 avec l'équipe réserve des Saints, les Wanderers.
Il est actif lors de la victoire de Northampton en Coupe d'Angleterre en 2019.

### Carrière internationale
Hutchinson est sélectionné pour quatre rencontres de l'équipe d'Écosse U-18 (en), avant d'être appelé dans l'Équipe d'équipe d'Écosse U-20, prenant part notamment au Championnat du monde junior en 2014 et 2015, ainsi qu'au Tournoi des Six Nations des moins de 20 ans en 2014 et 2015.
Il est appelé à participer à la préparation de l'Écosse pour la Coupe du monde 2019, puis fait ses débuts internationaux en tant que remplaçant contre la France, avant de s'illustrer contre la Géorgie avec deux essais marqués. Malgré sa non-sélection pour le mondial 2019, il est rappelé en équipe d'Écosse pour le Tournoi des Six Nations 2020.
Versatile, il est sélectionné en tant qu'arrière pour le premier match de la Tournée en Argentine à l'été 2022.
Au mois de janvier 2024, il est sélectionné pour le Tournoi des Six Nations.

## Statistiques en équipe nationale
Au 16 novembre 2024, Rory Hutchinson compte 8 sélections en équipe d'Écosse et a inscrit trois essais.
| Année | Compétition             | Matchs | Points | Essais |
| ----- | ----------------------- | ------ | ------ | ------ |
| 2019  | Test matchs             | 3      | 10     | 2      |
| 2020  | Tournoi des Six Nations | 2      | 5      | 1      |
| 2022  | Test matchs             | 2      | 5      | 1      |
| Total | Total                   | 7      | 15     | 3      |

## Palmarès
- Vainqueur de la Coupe d'Angleterre en 2019 avec les Northampton Saints.
- Vainqueur du Championnat d'Angleterre en 2024 avec les Northampton Saints.
- Finaliste de la Champions Cup en 2025 avec les Northampton Saints.